# Jurinko Rajič
Jurinko Rajič (1954. – 2019, Čapljina, BiH) bio je animator, pedagog, poduzetnik i nagrađivani kulturni djelatnik.
Rajič je rođen u Čapljini. Diplomirao je na Građevinskom fakultetu u Zagrebu, a kao animator u Croatia filmu radi na cjelovečernjim projektima Čudnovata šuma, Čarobnjakov šešir i Čudnovate zgode šegrta Hlapića od 1985. godine.
Autor je animiranih filmova Emina, Spomenik, Paparazzo, Naša mala vala, Linđo, Naša posla, Jorgovan i Mostarski letači, te je bio osnivač i voditelj Udruge animatora KAN, kampova i škola animiranog filma za mlade u Neumu, Stonu i Mostaru, a najpoznatiji je kao osnivač i prvi direktor NAFFa - Festivala animiranog filma u Neumu.